# Art Linson
Art Linson (* 16. März 1942 in Chicago, Illinois) ist ein US-amerikanischer Filmproduzent, Regisseur und Drehbuchautor.

## Leben
Unter Linsons Produktionen befindet sich eine Reihe von Kinohits, darunter The Untouchables – Die Unbestechlichen, Melvin und Howard, Die Verdammten des Krieges und Ich glaub’, ich steh’ im Wald. Ferner produzierte er Die Geister, die ich rief …, Singles – Gemeinsam einsam, Codename: Nina und American Hot Wax, bei dem Linson auch als Co-Autor fungierte. Der Film Heat mit Al Pacino und Robert De Niro ist das mittlerweile vierte Projekt, das Linson mit De Niro realisierte. Vorher arbeiteten die beiden bereits bei Brian de Palmas The Untouchables – Die Unbestechlichen, Neil Jordans Wir sind keine Engel und Michael Caton-Jones This Boy’s Life zusammen. Zu Beginn der 1980er Jahre trat Art Linson auch zweimal als Regisseur in Erscheinung: bei Blast – Wo die Büffel röhren mit Bill Murray und der Teenager-Komödie The Wild Life, zu der Cameron Crowe das Drehbuch schrieb. Des Weiteren verfasste Linson auch zwei Bücher.

## Filmografie
Produktion
- 1975: Rafferty und die wilden Mädchen (Rafferty and the Gold Dust Twins)
- 1976: Car Wash – Der ausgeflippte Waschsalon (Car Wash)
- 1978: American Hot Wax
- 1979: Melvin und Howard
- 1980: Blast – Wo die Büffel röhren (Where the Buffalo Roam)
- 1981: Ich glaub’, ich steh’ im Wald (Fast Times at Ridgemont High)
- 1984: Wild Life (The Wild Life)
- 1986: The Untouchables – Die Unbestechlichen (The Untouchables)
- 1988: Die Geister, die ich rief … (Scrooged)
- 1989: Die Verdammten des Krieges (Casualties of War)
- 1989: Wir sind keine Engel (We’re No Angels)
- 1992: Codename: Nina (Point of No Return)
- 1993: This Boy’s Life
- 1995: Heat
- 1997: Auf Messers Schneide – Rivalen am Abgrund (The Edge)
- 1997: Große Erwartungen (Great Expectations)
- 1999: Turbulenzen – und andere Katastrophen (Pushing Tin)
- 1999: Fight Club
- 2000: Sunset Strip
- 2001: Heist – Der letzte Coup (Heist)
- 2004: Spartan
- 2004: Imaginary Heroes
- 2006: The Black Dahlia
- 2007: Into the Wild
- 2009: Inside Hollywood (What Just Happened)
- 2010: The Runaways
- 2016: The Comedian – Wer zuletzt lacht (The Comedian)
- 2018: The Outsider

Executive Producer
- 1990: Dick Tracy
- 1992: Singles – Gemeinsam einsam (Singles)
- 1993: Die Unbestechlichen (The Untouchables, Fernsehserie, 13 Episoden)
- 2005: Dogtown Boys (Lords of Dogtown)
- 2008–2014: Sons of Anarchy (Fernsehserie, 92 Episoden)
- 2012: Outlaw Country (Fernsehfilm)
- 2014: The Money (Fernsehfilm)
- 2018–2022: Yellowstone (Fernsehserie, 39 Episoden)
- 2021–2022: 1883 (Fernsehserie, 10 Episoden)

Regie
- 1980: Blast – Wo die Büffel röhren (Where The Buffalos Roam)
- 1984: Wild Life (The Wild Life)

Drehbuch
- 1978: American Hot Wax (Story)
- 2009: Inside Hollywood (What Just Happened)
- 2016: The Comedian – Wer zuletzt lacht (The Comedian)

## Sachbücher
- A Pound of Flesh: Perilous Tales of How to Produce Movies in Hollywood. Grove Press, 1993, ISBN 0-8021-3551-X.
- What Just Happened? Bitter Hollywood Tales from the Front Line. Grove Press, 2008, ISBN 1-58234-240-7.